# Ben Cura

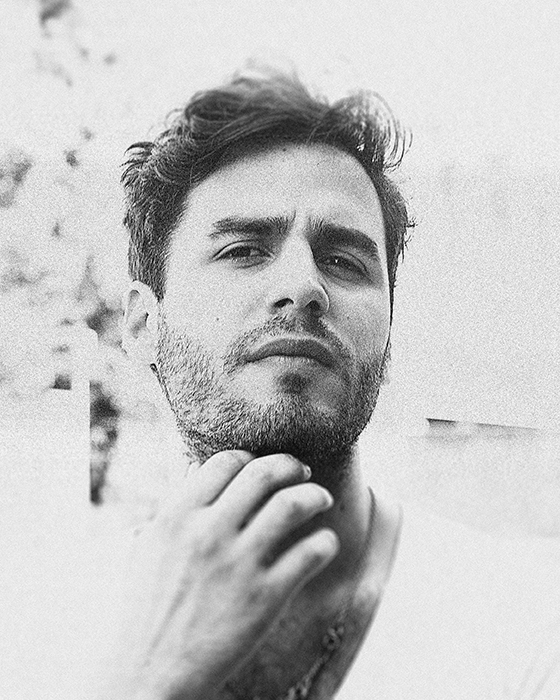
Ben Cura (2013)

Ben Cura (* 30. September 1988 in Buenos Aires) ist ein in Argentinien geborener britischer Film- und Theaterschauspieler, Filmemacher und Musiker.

## Leben
José Ben Cura wurde 1988 in Buenos Aires geboren und hat zwei jüngere Geschwister. Sein Vater ist der argentinische Tenor und Dirigent José Cura. Als er ein Jahr alt war, zog seine Familie nach Norditalien, wo der Großvater seines Vaters herkam. Als er sechs Jahre alt war, zog die Familie nach Frankreich in die Nähe von Paris, wo er eine Musikschule besuchte und eine Klavier- und Solfège-Ausbildung erhielt, und mit elf Jahren nach Spanien. Während dieser Zeit reiste er häufig mit seinen Eltern um die Welt. Curas erste Schauspielrolle bekam er im Alter von neun Jahren als Statist in einer Produktion von La Forza del Destino an der Opéra de Marseille. Er besuchte die New York Film Academy in Paris, bevor er im Alter von 17 Jahren nach London zog und eine Ausbildung an der London Academy of Music and Dramatic Art absolvierte und 2011 einen Bachelor-Abschluss als  Schauspieler erwarb.
Sein Filmdebüt gab Cura in dem britischen Independentfilm Comes a Bright Day, sein Debüt im West End als Angel in Jennifer Saunders‘ Musical Viva Forever am Piccadilly Theatre in London. Im Jahr 2015 war er in fünf Folgen der Fernsehserie The Royals zu sehen. In  der Actionkomödie Gun Shy von Simon West aus dem Jahr 2017 spielte er einen Entführer namens Juan Carlos. Im Jahr 2019 wurde er für Nicholas Wrights neues Bühnenstück 8 Hotels unter der Regie von Richard Eyre gecastet, das im Chichester Festival Theatre uraufgeführt wurde. Ebenfalls im Jahr 2019 war Cura in dem französischen Kriegsdrama 15 Minutes of War von Fred Grivois in der Rolle des CIA-Agenten Philip Shafer zu sehen und im darauffolgenden Jahr in Gatecrash, einer Verfilmung des britischen Bühnenstücks Life is a Gatecrash in der Rolle von Steve.
Im Jahr 2021 gründete Cura die Produktionsfirma und das Musiklabel WIP Media.
Von 2013 bis zu ihrer Scheidung im Jahr 2015 war Cura mit der Schauspielerin Andrea Deck verheiratet, mit der er in diesem Jahr noch sein auf dem gleichnamigen Stück von August Strindberg basierendes Filmdrama Creditors mit ihr in der Hauptrolle vorstellte, mit dem er sein Regiedebüt gab. Anschließend war er mit der Schauspielerin Olga Kurylenko liiert.
Ben Cura lebt in London.

## Filmografie
- 2012: Comes a Bright Day
- 2013: Der Teufelsgeiger (Paganini: The Devil’s Violinist)
- 2015: The Royals (Fernsehserie, 5 Folgen)
- 2015: Creditors (auch Regie und Drehbuch)
- 2016: White Island
- 2016: Marcella (Fernsehserie, 6 Folgen)
- 2017: Gun Shy
- 2018: Postcards from London
- 2019: 15 Minutes of War
- 2020: Gatecrash
- 2022: My Eyes Are Up Here (Kurzfilm)
- 2023: Queen Charlotte: Eine Bridgerton-Geschichte (Fernsehserie, 2 Episoden)